# Herrarnas C-2 1000 meter i kanotsport vid olympiska sommarspelen 2004
Herrarnas C-2 1000 meter vid olympiska sommarspelen 2004 hölls på Helliniko Olympic Complex i Aten. 

## Medaljörer
| Gren            | Guld                                     | Silver                                          | Brons                                 |
| C-2, 1000 meter | Tyskland Christian Gille Tomasz Wylenzek | Ryssland Alexander Kostoglod Aleksandr Kovaljov | Ungern György Kozmann György Kolonics |

## Resultat

### Heat
| Heat 1 |                                                          |          |    |
| 1.     | Silviu Simioncencu och Florin Popescu (ROU)              | 3:30.419 | QF |
| 2.     | Ibrahim Rojas och Ledis Balceiro (CUB)                   | 3:30.435 | QF |
| 3.     | Michał Śliwiński och Łukasz Woszczyński (POL)            | 3:30.607 | QF |
| 4.     | Richard Dalton och Michael Scarola (CAN)                 | 3:31.123 | QS |
| 5.     | Meng Guanliang och Yang Wenjun (CHN)                     | 3:31.795 | QS |
| 6.     | Peter Páleš och Daniel Biksadsky (SVK)                   | 3:47.263 | QS |
| 7.     | Jordan Malloch och Nathan Johnson (USA)                  | 3:50.735 | QS |
| Heat 2 |                                                          |          |    |
| 1.     | Christian Gille och Tomasz Wylenzek (GER)                | 3:30.059 | QF |
| 2.     | Alexander Kostoglod och Aleksandr Kovaljov (RUS)         | 3:31.023 | QF |
| 3.     | György Kozmann och György Kolonics (HUN)                 | 3:31.775 | QF |
| 4.     | Alfredo Bea och David Mascató (ESP)                      | 3:32.355 | QS |
| 5.     | Yannick Lavigne och Jose Lenoir (FRA)                    | 3:35.939 | QS |
| 6.     | Maksym Prokopenko och Ruslan Dzhalilov (UKR)             | 3:36.075 | QS |
| 7.     | Aliaksandr Kurliandtjyk och Aliaksandr Bahdanovitj (BLR) | 3:38.391 | QS |

### Semifinal
| 1. | Alfredo Bea och David Mascató (ESP)                      | 3:31.876 | QF |
| 2. | Richard Dalton och Michael Scarola (CAN)                 | 3:32.280 | QF |
| 3. | Meng Guanliang och Yang Wenjun (CHN)                     | 3:32.792 | QF |
| 4. | Aliaksandr Kurliandtjyk och Aliaksandr Bahdanovitj (BLR) | 3:33.588 |    |
| 5. | Yannick Lavigne och Jose Lenoir (FRA)                    | 3:35.232 |    |
| 6. | Maksym Prokopenko och Ruslan Dzhalilov (UKR)             | 3:35.740 |    |
| 7. | Peter Páleš och Daniel Biksadsky (SVK)                   | 3:36.572 |    |
| 8. | Jordan Malloch och Nathan Johnson (USA)                  | 3:46.036 |    |

### Final
| Gold   | Christian Gille och Tomasz Wylenzek (GER)        | 3:41.802 |
| Silver | Alexander Kostoglod och Aleksandr Kovaljov (RUS) | 3:42.990 |
| Bronze | György Kozmann och György Kolonics (HUN)         | 3:43.106 |
| 4.     | Silviu Simioncencu och Florin Popescu (ROU)      | 3:43.858 |
| 5.     | Michał Śliwiński och Łukasz Woszczyński (POL)    | 3:44.338 |
| 6.     | Richard Dalton och Michael Scarola (CAN)         | 3:45.638 |
| 7.     | Alfredo Bea och David Mascató (ESP)              | 3:45.766 |
| 8.     | Ibrahim Rojas och Ledis Balceiro (CUB)           | 3:50.346 |
| 9.     | Meng Guanliang och Yang Wenjun (CHN)             | 3:52.926 |